# Hemitaurichthys multispinosus
Hemitaurichthys multispinosus là một loài cá biển thuộc chi Hemitaurichthys trong họ Cá bướm. Loài này được mô tả lần đầu tiên vào năm 1975.

## Từ nguyên
Từ định danh multispinosus được ghép bởi hai âm tiết trong tiếng Latinh, multi ("nhiều") và spinosus ("có gai"), hàm ý đề cập đến số lượng gai vây lưng và vây hậu môn của loài cá này nhiều hơn so với đồng loại.

## Phạm vi phân bố và môi trường sống
H. multispinosus được ghi nhận tại quần đảo Pitcairn (Lãnh thổ hải ngoại thuộc Anh), đảo Phục Sinh (Chile), đảo Rurutu và Îles Maria (quần đảo Australes, Polynésie thuộc Pháp).
H. multispinosus sống trên khu vực sườn dốc của rạn viền bờ ở độ sâu khoảng từ 30 đến 50 m.

## Mô tả
Chiều dài lớn nhất được ghi nhận ở H. multispinosus là khoảng 20 cm. Toàn bộ cơ thể của loài này chỉ có một màu nâu xám sẫm.

## Sinh thái học
Thức ăn chủ yếu của H. multispinosus là sinh vật phù du. Chúng sống thành nhóm nhỏ và có thể hợp thành đàn lớn. Loài này không được đánh bắt trong ngành buôn bán cá cảnh, có lẽ do màu sắc không mấy hấp dẫn của chúng.